# 288e régiment d'infanterie

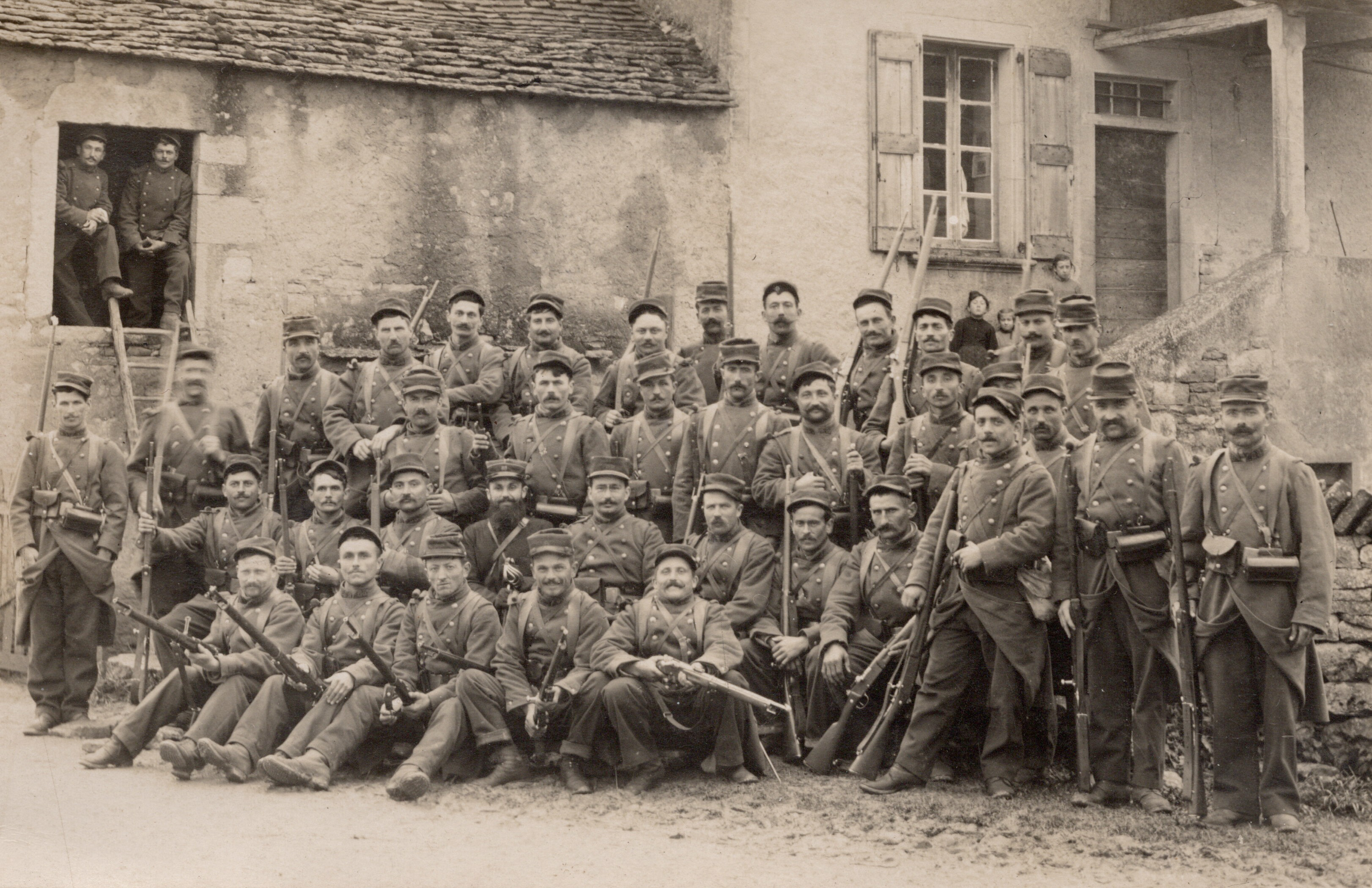
288 eme ligne de réserve, 24 eme compagnie, 1er section

Le 288e régiment d'infanterie (288e RI) est un régiment d'infanterie de l'Armée de terre française constitué en 1914 avec les bataillons de réserve du 88e régiment d'infanterie.
À la mobilisation, chaque régiment d'active crée un régiment de réserve dont le numéro est le sien plus 200.

## Création et différentes dénominations
- Août 1914 : 288e Régiment d'Infanterie

## Historique des garnisons, combats et batailles du288eRI

### Première Guerre mondiale

#### Affectations
- 67e Division d'Infanterie d'août 1914 à novembre 1918

#### 1918
Le 21 août le régiment libère Chiry.

## Drapeau
Il porte, cousues en lettres d'or dans ses plis, les inscriptions suivantes :
- Verdun 1916
- L'Avre 1918

## Personnages célèbres ayant servi au288eRI
Henri-Alban Fournier, dit Alain-Fournier, auteur du roman "Le Grand Meaulnes". Né le 3 octobre 1886 à La Chapelle d'Angillon (Cher), mort au combat dans les Hauts de Meuse, au Bois de Saint Rémy lors de l'attaque de la tranchée de Calonne le 22 septembre 1914. Élève-officier de réserve (EOR) et service militaire de 1907 à 1909 au 88e RI à Mirande (Gers)
Lieutenant au 288e RI, 23e compagnie (régiment dérivé du 88e RI de Mirande dans le Gers) au sein duquel il trouve la mort au champ d'honneur.

### Sources et bibliographie
1. ↑  Décision no 12350/SGA/DPMA/SHD/DAT du 14 septembre 2007 relative aux inscriptions de noms de batailles sur les drapeaux et étendards des corps de troupe de l'armée de terre, du service de santé des armées et du service des essences des armées, Bulletin officiel des armées, no 27, 9 novembre 2007
2. ↑  (source: ONAC. Historique du 88e RI)